# Еловский сельсовет (Емельяновский район)
Ело́вский сельсовет - сельское поселение в Емельяновском районе Красноярского края.
Административный центр - село Еловое.

## Население
| 2010 | 2012  | 2013  | 2014  | 2015  | 2016  | 2017  |
| ---- | ----- | ----- | ----- | ----- | ----- | ----- |
| 1522 | ↗1541 | ↗1552 | ↗1580 | ↘1549 | ↗1558 | ↘1503 |

## Состав сельского поселения
В состав сельского поселения входят 2 населённых пункта:
| № | Населённый пункт | Тип населённого пункта       | Население |
| - | ---------------- | ---------------------------- | --------- |
| 1 | Еловое           | село, административный центр | 1517      |
| 2 | Малая Еловая     | деревня                      | 5         |

## Местное самоуправление
Еловский сельский Совет депутатов
Дата избрания08.09.2013. Срок полномочий: 5 лет. Количество депутатов: 10
Глава муниципального образования
- Дергачёва Валентна Ивановна. Дата избрания: 08.09.2013. Срок полномочий: 5 лет